# Service mémoriel (rite byzantin)
Le Service mémoriel (en grec ancien : μνημόσυνον, mnemósynon, « mémorial » ; en slavon d'Église : панvхида, panikhída, « panikhide » du grec ancien : παννυχίς, pannychis, « vigile » ;
en roumain : parastas, du grec ancien : παραστάς, parastas) est un service liturgique solennel pour le repos des défunts dans les Églises d'Orient – Églises orthodoxes et Églises catholiques de rite byzantin.

## Le service

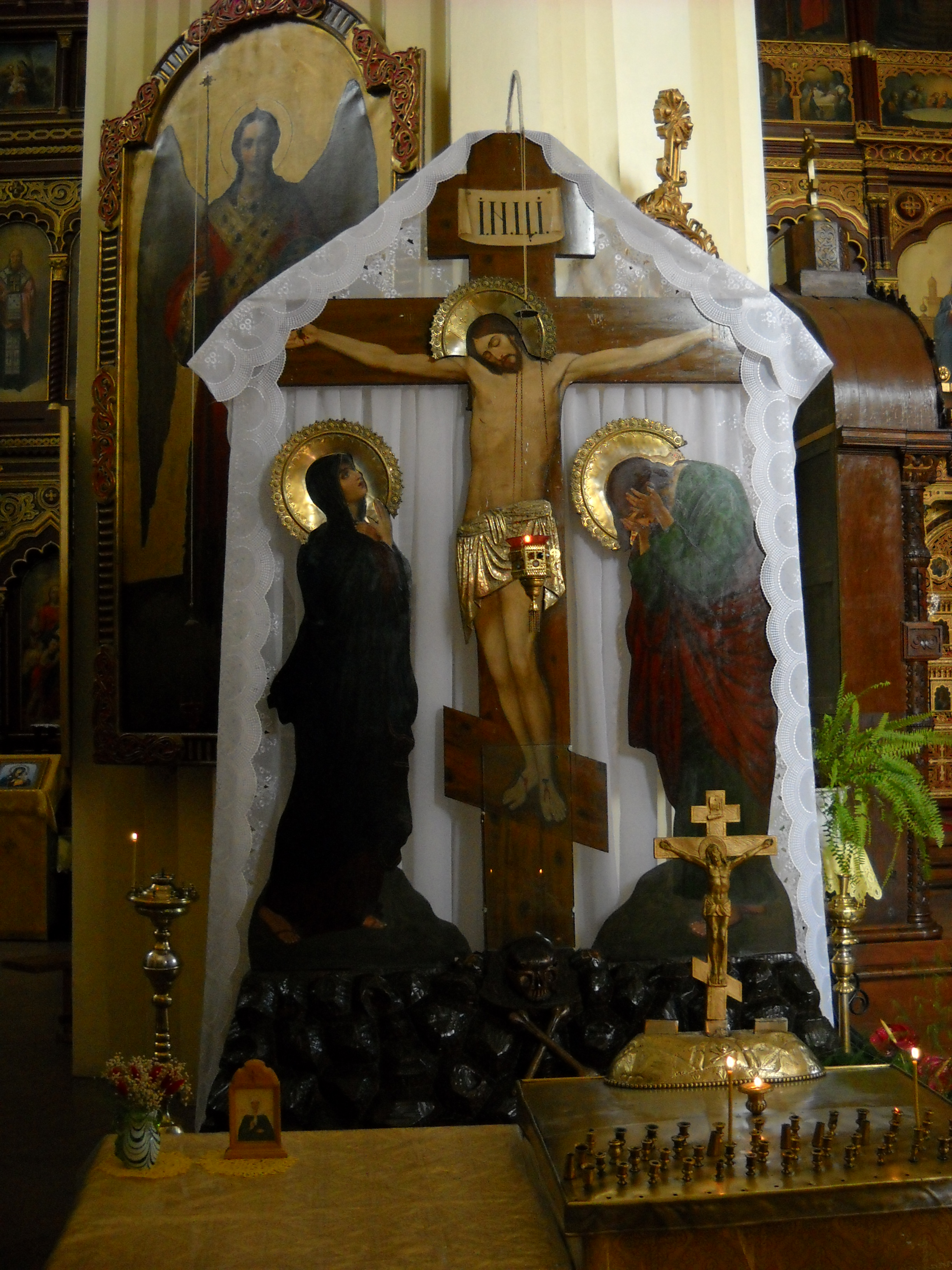
Golgotha, (Icône de la Crucifixion) ; cathédrale orthodoxe de Vilnius. La table de Litia, support du service mémoriel, est en bas à droite. Il comporte des bougeoirs recevant les cierges déposés par les fidèles.

Dans les Églises d'Orient, les diverses prières funèbres ont pour objet le repos des défunts et le réconfort des vivants ; elles visent aussi à leur rappeler leur état de mortels et la brièveté de la vie terrestre. Aussi le service mémoriel a un caractère pénitentiel et est célébré surtout pendant les périodes de jeûne.
Si le service mémoriel est dit pour un défunt particulier, il se tient généralement à côté de la sépulture. S'il s'agit d'une commémoration collective ou si la sépulture n'est pas proche, il a lieu à l'église devant une petite table, la table de Litia (ou table mémorielle), où se dresse un crucifix et des bougeoirs où les fidèles déposent des cierges. Le cierge représente l'âme de celui qui l'a déposé ; son extinction à la fin du service symbolise que chacun rendra son âme à la fin de sa vie.
Le service se compose de psaumes, d'ecténies, d'hymnes et de prières. Il suit l'ordre général des Matines. C'est un service funèbre abrégé. Ses portions les plus notables sont le Kontakion des Défunts
et le chœur final Mémoire éternelle (slavon : Vyechnaya Pamyat). Il est célébré le plus souvent après la Divine Liturgie ; il peut toutefois être dit lors des Vêpres, des Matines ou seul. Dans ce cas, on y lit les épîtres de Paul et les versets de l'Évangile appropriés au jour ; les dimanches, on ne fait aucune lecture, ce jour étant consacré à la Résurrection du Christ plutôt qu'à la mémoire des défunts.

## Koliva

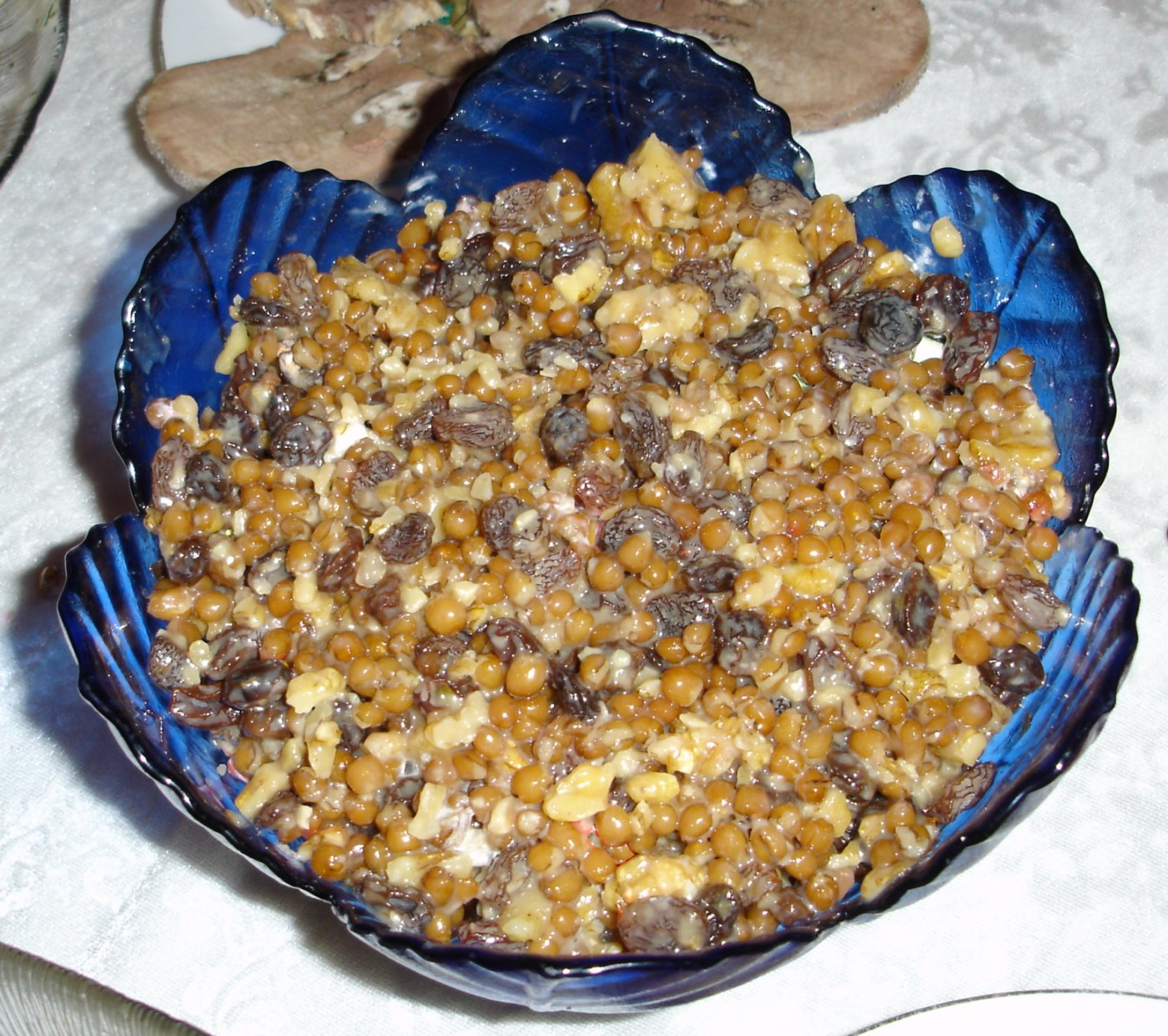
Un plat de kollyva de grains de froment et de raisins secs, partagé lors du service funèbre.

La kollyva grecque (colivă en roumain, koliva dans les langues slaves méridionales, koutia dans les langues slaves orientales) est une bouillie de grains de froment ou de blé sucrée, pouvant être agrémentée de raisins secs, d'amandes, de miel…, qui, préalablement préparée et bénie par un prêtre, est placée sur la table de litia puis partagée entre tous les assistants. Dans l'Église orthodoxe bulgare, le prêtre verse du vin consacré sur la koliva, ainsi que sur la sépulture.

## Célébrations du service mémoriel
Après la mort d'un fidèle, le prêtre dit les « Prières pour l'âme disparue ». Les proches du défunt lavent et habillent le corps, le placent dans un cercueil. On célèbre ensuite un service funèbre appelé première panikhide ; celui-ci est suivi de la lecture de psaumes qui se poursuivent sans interruption jusqu'aux funérailles.
Traditionnellement, en plus du service célébré le jour de la mort, un service mémoriel peut être célébré à la demande des proches aux dates suivantes :
- Troisième jour après la mort[note 4] ;
- Neuvième jour;
- Quarantième jour ;
- Trois mois ;
- Six mois ;
- Premier anniversaire de la mort ;
- Troisième anniversaire (certains proches demandent un service mémoriel annuel).

Le service mémoriel est aussi célébré lors des nombreux samedis des âmes (en) tout au long de l'année. Il est accompagné des propres particuliers aux Vêpres, aux Matines et à la Divine Liturgie. Les jours de service mémoriel collectif sont les suivants :
- Samedi de la viande (J - 57[note 6] – deux samedis avant le début du grand carême) ; dans certaines traditions, les proches célèbrent des panikhides durant la semaine précédente, culminant avec la célébration collective du samedi ;
- second samedi du grand carême ;
- troisième samedi du grand carême ;
- quatrième samedi du grand carême ;
- dans la tradition russe, la Radonitsa (J + 8 ou J + 9[note 6] : lundi ou mardi qui suit le dimanche de Thomas)[note 7] ;
- samedi avant la Pentecôte ; dans certaines traditions, les proches célèbrent des panikhides durant la semaine précédente, culminant avec la célébration collective du samedi ;
- dans la tradition russe, samedi de Dimitri (samedi le plus proche de la fête de saint Démétrios de Thessalonique, le 26 octobre), en commémoration des soldats qui tombèrent lors de la bataille de Koulikovo (1380), sous la conduite de Dimitri IV de Russie[5].

La célébration de services mémoriels est proscrite de la Semaine sainte à la Semaine radieuse et tous les dimanches de l'année

## Litia
Pour les articles homonymes, voir Litia.
La Litia ou Litie (du grec ancien : λιτὴ τελετή, litè teletè, « pour la pleine cérémonie » ou λιτὸν μνημόσυνον, liton mnēmosynon, « en la pleine mémoire ») est une forme très abrégée du service mémoriel. Elle comporte seulement les parties finales du service mémoriel. Elle est le plus souvent célébrée dans le narthex de l'église les jours de semaine ordinaires (c'est-à-dire lorsqu'il n'y a pas de fête d'importance supérieure), en particulier au cours du grand carême.